# Supercop 2
Série Police Story
Police Story 3: Supercop
(1992)
Pour plus de détails, voir Fiche technique et Distribution.
Supercop 2 ou parfois Once a Cop (Chao ji ji hua 超級計劃) est un film hongkongais de Stanley Tong sorti en 1993. C'est un spin-off du film Police Story 3: Supercop (1992) centré sur le personnage de Jessica Yang.

## Synopsis
Wah et Cheng sont confrontés à un gang de braqueurs local.

## Fiche technique
Sauf indication contraire, les informations mentionnées dans cette section peuvent être confirmées par la base de données cinématographiques IMDb,  présente dans la section « Liens externes ».
- Titre français : Supercop 2
- Titre international : Once a Cop[1]
- Titre original : Chao ji ji hua 超級計劃
- Autres titres : Police Story 3: Supercop 2 / Police Story 4: Project S / Supercop / Project S
- Réalisation : Stanley Tong
- Scénario : Stanley Tong, Mok Tang Han et Sui Lai Kang
- Musique : Michael Wandmacher
- Photographie : Ardy Lam
- Montage :
- Décors : Oliver Wong
- Production : So Hau Leung, Barbie Tung

Producteurs délégués : Leonard Ho, Johnny Lee
- Sociétés de production : Golden Way Films Ltd., Golden Harvest Company et Top Stunt
- Genre : comédie policière, action, Kung-Fu
- Durée : 104 minutes
- Pays d'origine :  Hong Kong
- Format : 1.85:1
- Dates de sortie[1] :
  - Hong Kong : 21 octobre 1993
  - États-Unis : 16 août 1996
  - France : 1999 en VHS

## Distribution
- Michelle Yeoh : Jessica Yang
- Yu Rongguang : David Chang
- Emil Chau : Martin Lee
- Athena Chu : Annie Lee
- Fan Siu-wong : Alan Wong
- Jackie Chan : l'inspecteur "Kevin" Chan Ka-Kui
- Bill Tung : « Oncle » Bill Wong
- Eric Tsang : le,voleur
- Dick Wei : Ah Shuen
- Bowie Lam : George
- Alain Guernier : Roger Davidson
- Tung Cho 'Joe' Cheung : le manager de la bijouterie
- Chan Mei Kei : le manager de la banque
- Yukari Ōshima : la terroriste
- Ailen Sit : Po
- Rocky Lai : Jewelry Robber
- Vincent Tuataane : Vincent

## Commercialisation
Le film est sorti sous divers titres à l'international (Project S, Police Story 3 Part 2, Supercop au Royaume-Uni, Supercop 2 aux États-Unis...).
Bien que Jackie Chan ne fasse qu'un caméo, il apparaît seul sur la jaquette de nombreuses versions vidéo du film, faisant supposer qu'il est la vedette du film.